# Gestreepte brem
Gestreepte brem (Cytisus striatus) is een struikvormende soort uit de vlinderbloemenfamilie (Fabaceae).

## Ecologie
De soort leeft op relatief warme standplaatsen met een zandig of stenig substraat. De soort staat vaak in struwelen, in bermen en op steile hellingen.

### Syntaxonomie
In de syntaxonomie staat gestreepte brem te boek als diagnostische soort voor de klasse van brem- en gaspeldoornstruwelen (Cytisetea scopario-striati). De wetenschappelijke naam van de klasse is bovendien afgeleid van de botanische naam van de soort.

## Verspreiding
Gestreepte brem is inheems in het westen van het Iberisch schiereiland en het noordwesten van Marokko. In andere delen van de wereld komt de plant voor als (invasieve) exoot.